# 土佐佐賀站
土佐佐賀站（日语：／ Tosa-saga eki */?）是一位於日本高知縣幡多郡黑潮町佐賀、隸屬於土佐黑潮鐵道（日语：土佐くろしお鉄道）的鐵路車站。車站編號為TK30。所有行經中村線的特急列車均在此停車。車站也與國道56號並行。
中村線第一期開通時，本站是下行的終站，如要往中村地區則可利用國鐵巴士接駁。這安排直至1970年延長至中村站時才停止。而為免與位於九州的佐賀站混淆，本站遂增設了以前令制國「土佐」的前綴以作識別。
月台站牌上標示著「全日本釣鰹魚第一的町」，因該處的鰹魚量甚為豐富，甚至可以單用魚竿便可以成功釣獲而知名。

## 車站結構

### 站房
站房為混凝土平頂單層小屋，出入口設於站房中央，通過通道後即為開放式驗票口。左側前文係候車區，設有塑膠製長櫈及木製長櫈各一張；後方為原站務室，無人化後，售票窗口曾經被水松木板所圍封，但現時已拆去，並以玻璃窗用作遊客留言區，最左方被用作為輕食店「Coffee Shop 駅」；站房右側另設有店舖一間，不過長期均空置，最右端為洗手間，前方為男、女共用；進站後的後方為女性專用。
本站設有兩組有蓋單車停泊場，其中一組位於車站右方，貼近黑潮町商工會所，單以鐵架和鐵皮所搭成；另一組位於站房左側，共有四列，全以不锈鋼物料所建成。其左側為車站繼電所及私家車停泊位。
通過驗票口，再經過梯級或無障礙斜道，再越過下行路軌的平交道，便可進入月台範圍。無障礙斜道是透過早年的車站改善工程而新增設的。亦因為加設了地面過路設施，原來位於向佐賀公園方的月台末端上的跨線行人天橋亦被拆去。

### 月台配置

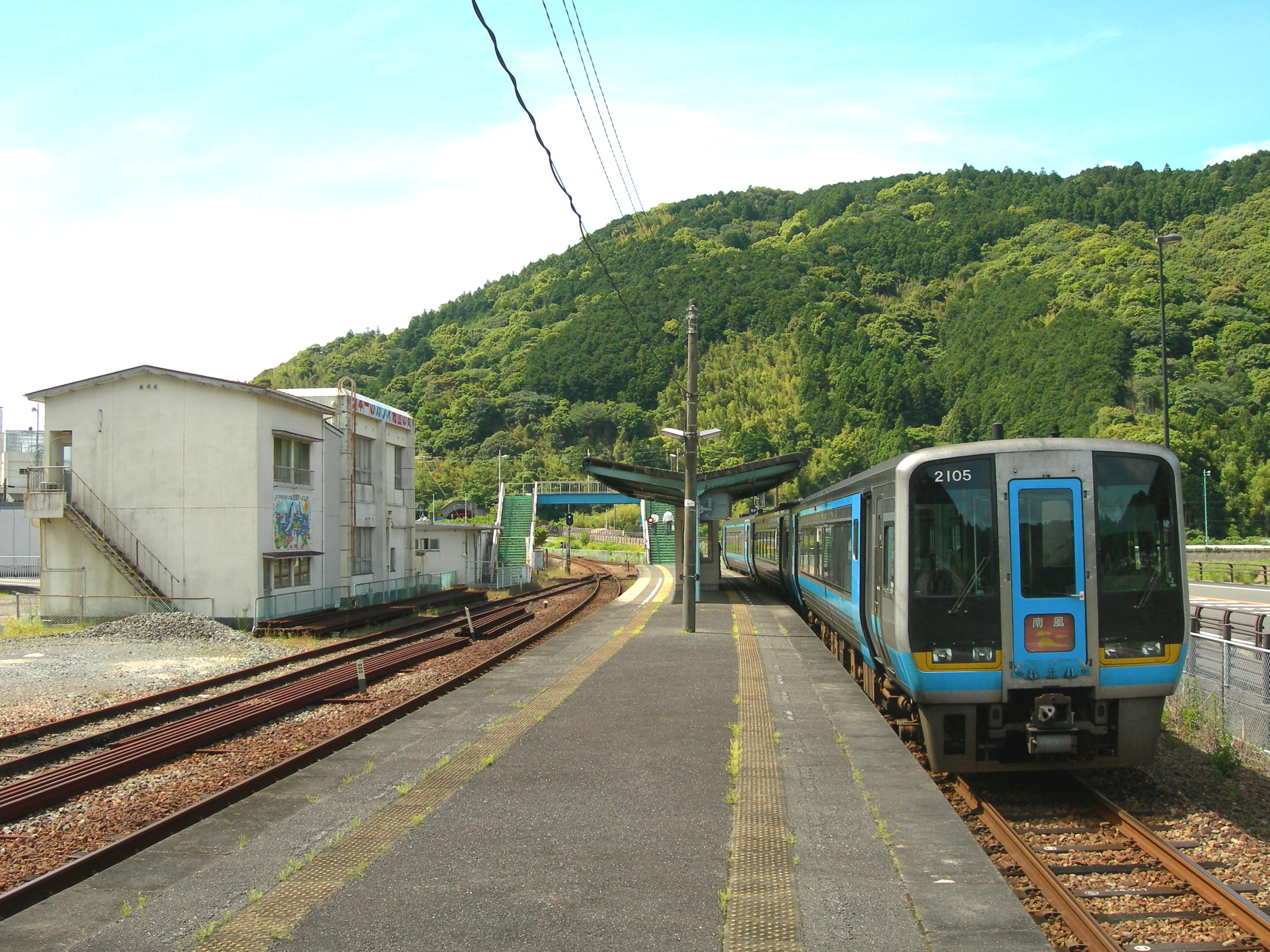
一列上行的「南風」列車正停靠在2號月台。

設有島式月台1個，提供1面2線的月台配置。長度為約100米，有效長度為5輛。列車採用左側進站的方式入站。另外下行月台旁設有舊貨物路軌，現時為停置路軌。
月台上現時並沒有設有月台編號，只是以「中村、宿毛」方向及「高知、窪川方向」標示。月台中央設有上蓋，並建了一座以磚砌成、附有趟門的候車室一座，內設有獨立式塑膠候車座椅及打掃用品。
| 月台     | 路線     | 方向 | 目的地               |
| -------- | -------- | ---- | -------------------- |
| 靠向站房 | ■ 中村線 | 下行 | 中村、宿毛方向       |
| 靠向國道 | ■ 中村線 | 上行 | 窪川、高知、岡山方向 |

## 歷史
- 1963年12月18日：隨日本國有鐵道中村線通車開業，為南行總站。
- 1970年10月1日：中村線伸延至中村站，變為中途站，無人化、簡易委托化。
- 1987年4月1日：日本國鐵分割民營化，車站的營運由JR四國繼承。
- 1988年4月1日：隨中村線轉交由土佐黑潮鐵道管理及營運。
- 2004年4月1日：因節省開支，終日無人化[5]。
- 2015-2018年期間：因應無障礙化（日语：バリアフリー），加設斜道，並將原來的跨線行人天橋拆去。

## 使用狀況
車站位於大字的西邊，和中心區域有500-700米的距離，位置上並不算方便，但是，由於町支所和其他主要政府部門辦事處都與車站相距不遠，而且由四万十交通提供往來窪川的巴士班次亦不比鐵路為多，也令相對有較多人使用鐵路出入。以下是年度日均使用量：
| 1日上落人數推斷 | 1日上落人數推斷 |
| 年度            | 1日平均人數     |
| --------------- | --------------- |
| 2011            | 192             |
| 2012            | 157             |
| 2013            | 136             |
| 2014            | 122             |
| 2015            | 134             |
| 2016            | 125             |
| 2017            | 137             |
| 2018            | 122             |
| 2019            | 132             |
| 2020            | 96              |
| 2021            | 99              |
| 2022            | 105             |

## 相鄰車站
土佐黑潮鐵道
■中村線
■特急「足摺」（大部份）、「四萬十」1, 4號
窪川 (TK26) - －土佐佐賀（TK30）－ 土佐入野 (TK37)
■特急「足摺」1, 5, 8 號
窪川 (TK26) - 土佐佐賀（TK30）－ 土佐上川口 (TK34)
■普通
伊與喜（TK29）－土佐佐賀（TK30）－佐賀公園（TK31）

## 外部連結
- 土佐黑潮鐵道土佐佐賀站車站官方網頁